# Nils Karlsson
Nils Emanuel „Mora-Nisse” Karlsson (ur. 25 czerwca 1917 w Östnor w regionie Dalarna, zm. 16 czerwca 2012 w Mora) – szwedzki biegacz narciarski, złoty medalista olimpijski oraz brązowy medalista mistrzostw świata.

## Kariera
Jego olimpijskim debiutem były igrzyska olimpijskie w Sankt Moritz w 1948 roku. Zdobył tam złoty medal na dystansie 50 km techniką klasyczną. Pozostałe miejsca na podium zajęli kolejno drugi na mecie Harald Ericson ze Szwecji oraz brązowy medalista Benjamin Vanninen z Finlandii. Na tych samych igrzyskach zajął także piąte miejsce w biegu na 18 km. Cztery lata później, podczas igrzysk olimpijskich w Oslo Karlsson nie zdobył medalu zajmując szóste miejsce na dystansie 50 km oraz ponownie piąte miejsce w biegu na 18 km.
W 1950 roku wystartował na mistrzostwach świata w Lake Placid zdobywając brązowy medal na dystansie 50 km stylem klasycznym. W biegu tym uległ jedynie dwóm swoim rodakom: zwycięzcy Gunnarowi Erikssonowi oraz drugiemu na mecie Enarowi Josefssonowi. Był to jego jedyny start na mistrzostwach świata.
Zdobył 37 złotych medali mistrzostw Szwecji, w tym 17 indywidualnie. Ponadto Karlsson dziewięciokrotnie wygrywał najdłuższy i najstarszy szwedzki maraton biegowy - Vasaloppet w latach: 1943, 1945, 1946, 1947, 1948, 1949, 1950, 1951 i 1953. Żaden inny biegacz narciarski nie pobił tego osiągnięcia. Wygrał także bieg na 50 km podczas Holmenkollen ski festival w 1947 i 1951 roku. Za swoje osiągnięcia w 1952 roku otrzymał medal Holmenkollen wraz z fińskim biegaczem narciarskim i dwuboistą klasycznym Heikkim Hasu oraz dwoma Norwegami: narciarzem alpejskim Steinem Eriksenem i skoczkiem narciarskim Torbjørnem Falkangerem. W 1944 roku otrzymał nagrodę Svenska Dagbladets guldmedalj.

## Osiągnięcia

### Igrzyska olimpijskie
| Miejsce | Dzień       | Rok  | Miejscowość  | Konkurencja             | Czas biegu | Strata | Zwycięzca        |
| ------- | ----------- | ---- | ------------ | ----------------------- | ---------- | ------ | ---------------- |
| 5.      | 31 stycznia | 1948 | Sankt Moritz | 18 km stylem klasycznym | 1:16,54    | +3,04  | Martin Lundström |
| 1.      | 6 lutego    | 1948 | Sankt Moritz | 50 km stylem klasycznym | 3:47,48    | —      | —                |
| 5.      | 18 lutego   | 1952 | Oslo         | 18 km stylem klasycznym | 1:02,56    | +1,22  | Hallgeir Brenden |
| 6.      | 20 lutego   | 1952 | Oslo         | 50 km stylem klasycznym | 3:39,30    | +5,57  | Veikko Hakulinen |

### Mistrzostwa świata
| Miejsce | Dzień    | Rok  | Miejscowość | Konkurencja             | Czas biegu | Strata | Zwycięzca        |
| ------- | -------- | ---- | ----------- | ----------------------- | ---------- | ------ | ---------------- |
| 13.     | 3 lutego | 1950 | Lake Placid | 18 km stylem klasycznym | 1:08,35    | +2,19  | Karl-Erik Åström |
| 3.      | 6 lutego | 1950 | Lake Placid | 50 km stylem klasycznym | 3:00,10    | +1,05  | Gunnar Eriksson  |